# Philippe Zilcken
Charles Louis Philippe Zilcken (1857-1930) est un artiste peintre et graveur néerlandais.

## Biographie
Philippe Zilcken est élève au Gymnasium Haganum puis reçoit l'enseignement artistique de Karel Klinkenberg et Anton Mauve.
À partir de l'âge seize ans, il devient le « secrétaire intime officieux » de la grande-duchesse Sophie des Pays-Bas.
En 1875, il se met à la gravure, expérimentant l'eau-forte et la lithographie : il produit près de 700 pièces jusqu'en 1918, dont un bon nombre originales, représentant des paysages urbains français.
En effet, Zilcken, francophile, fait de nombreux séjours en France : il semble qu'il ait été le principal correspondant de la Société des aquafortistes, puisqu'il devient le secrétaire de son homologue néerlandais, la Nederlandsche Etsclub, de 1885 à 1896. Il est proche dans les années 1880 des peintres néerlandais Marius Bauer et Jan Veth.
En novembre 1892, en compagnie de Jan Toorop, il reçoit Paul Verlaine en visite à La Haye.
En février 1893, il entame un voyage en Algérie ; plus tard, il devient membre étranger de la Société française des peintres orientalistes.
En avril 1895, il est à Paris, et exécute une eau-forte représentant Edmond de Goncourt à qui il rend visite.
Proche de Hendrik Willem Mesdag et de son épouse, artistes et collectionneurs, il produit une monographie en 1898 sur le premier, et monte plusieurs expositions pour le Museum Mesdag à La Haye.
En 1914, il est en Égypte d'où il ramène de nombreuses aquarelles et où il tente d'initier le premier « musée d'art orientaliste ».
En 1928, il publie ses mémoires, Herinneringen van een Hollandsche Schilder der negentiende eeuw et finit ses jours à Villefranche-sur-Mer.

### L'artiste vu par Paul Verlaine

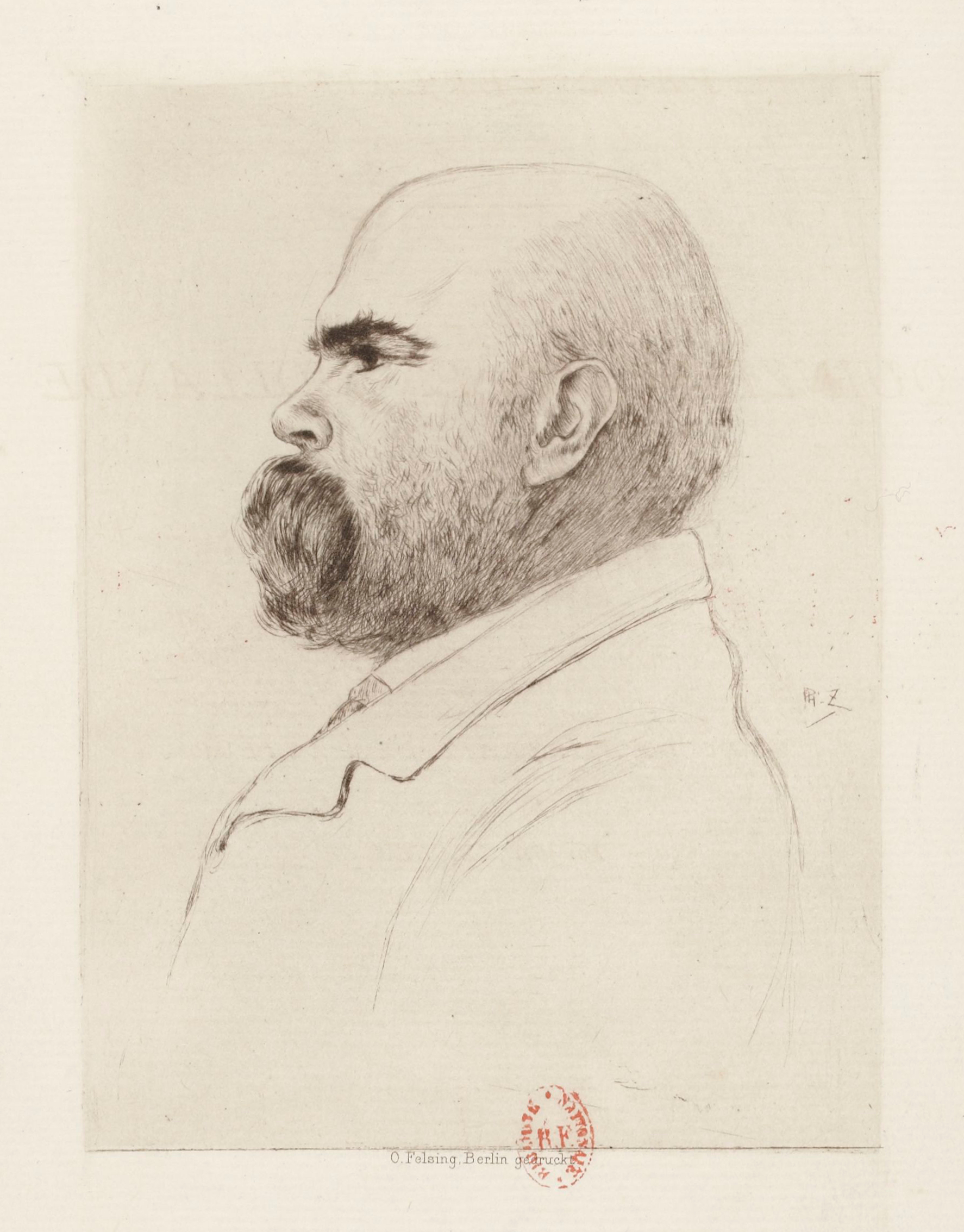
Paul Verlaine, eau-forte exécutée par Zilcken, 1893.

« C’est un type que mon hôte, un type achevé d’étranger parlant aussi bien le français que vous ou moi sans nul accent ni jamais une faute, un type d’artiste connaissant mille choses en dehors, d’une conversation variée et instructive et incisive, et qu’on écouterait tout le temps. Fils d’un haut employé du gouvernement, il fut, dans son adolescence, secrétaire intime officieux de la grande reine Sophie, cette seule amie, l’Égérie en quelque sorte de l’infortuné Napoléon III qui, s’il l’eût écoutée, se fût et nous eût épargné la guerre de 1870. Physiquement parlant, Zilcken répond aussi peu que possible à l’idée qu’on se fait d’un Hollandais… d’après beaucoup, les peintres flamands, d’après aussi la littérature, par exemple d’après ce merveilleux Diable dans le beffroi, d’Edgar Poe, avec le masque de qui, du reste son masque présente une certaine analogie générale. Le pot-à-tabac classique fait place en lui à un grand jeune homme, maigre, élancé, toujours en mouvement. Il a une grande réputation de peintre et de graveur dans son pays et est loin d’être un inconnu dans nos expositions nationales et privées où le succès l’accueille annuellement. »

— Quinze jours en Hollande. Lettres à un ami (1893).

## Écrits

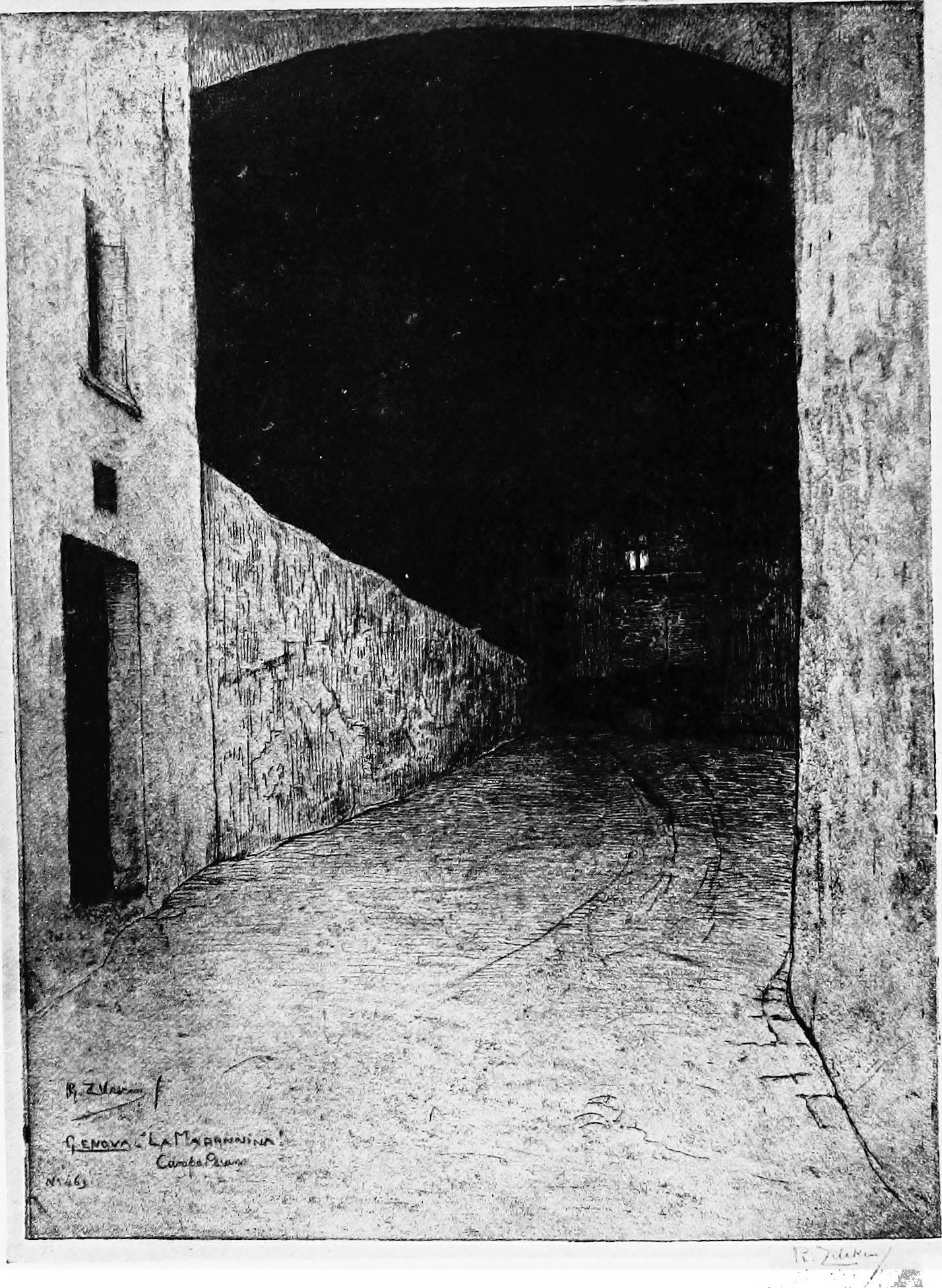
Gênes. La Madonnina Campo Pisano (avant 1913), eau-forte.

- avec F. Netscher, Jozef Israëls, l'homme et l'artiste. Eaux-fortes par Wm Steenlink [?], Amsterdam, J. M. Schalekamp, [1887]
- Essai de catalogue descriptif des eaux-fortes de Jozef Israëls, La Haye, Mouton, 1890.
- H. W. Mesdag : etsen naar schilderijen en begeleidende tekst door Ph. Zilcken, Leiden, A. W. Sijthoff, 1896.
- Drie maanden in Algerië, préface de Lodewijk van Deyssel, La Haye, Luctor et emergo, 1909 — traduit en français : Impressions d'Algérie, ornée de quinze pointes-sèches originales par Philippe Zilcken, préface de Léonce Bénédite, Paris, Henri Floury, 1910.
- Catalogue descriptif des eaux-fortes et lithographies de Alphonse Stengelin, La Haye, Mouton, 1910.
- Au jardin du passé : un demi-siècle d'art et de littérature, lettres à une amie, préface de Camille Mauclair, Paris, Albert Messein / La Haye, Van Stockum et fils, 1931.